# Jakovljev Jak-38
Jakovljev Jak-38 (rusko Яковлев Як-38; NATO oznaka: "Forger") je bil sovjetski lovec z možnostjo vertikalnega vzleta in pristanka - VTOL. Večinoma se je uporabljal na letalonosilkah razreda Kiev. Jak-38 je na videz precej podoben britanskemu Harrierju, vendar je konfiguracija precej drugačna. Harrier je poletel dve leti prej in je še vedno v uporabi.
Jak-38 je bil razvit iz Jakovljev Jak-36, vendar si letali nista skoraj nič podobni. Prototip VM-01 so končali 14. aprila 1970. Jak-38 ima glavni motor z vektoriranjem potiska in dva manjša in šibkejša, ki se uporabljata samo za vzlet in pristanek.
Posebnost letala je bil avtomatski katapultni sedež, če je en motor odpovedal, se je sedež avtomatsko izstrelil.

## Tehnične specifikacije (Jakovljev Jak-38M)
Podatki iz Combat Aircraft since 1945
Splošne karakteristike
- Posadka: One
- Dolžina: 16,37 m (50 ft 1 in)
- Razpon kril: 7,32 m (24 ft 0 in)
- Višina: 4,25 m (14 ft 5 in)
- Površina kril: 18,5 m² (199 ft²)
- Teža praznega letala: 7385 kg (16281 lb)
- Naložena teža: kg (lb)
- Maks. vzletna teža: 11300 kg (28700 lb)
- Powerplant: 1 × Tumanski R-28 V-300 turboreaktivni, 66,7 kN (15000 lbf)
- Pogon letala: 2 × Rybinsk RD-38 turboreaktivni, 31,9 kN (7870 lbf) vsak

 Zmogljivost 
- Maks. hitrost: 1 280 km/h (795 mph)
- Doseg: 1300 km[2] (807 milj)
- Višina leta: 11000 m (36089 ft)
- Hitrost vzpenjanja: 4500 m/min (14760 ft/min)
- Obremenitev kril: kg/m² (lb/ft²)
- Razmerje potisk/teža: 1+

Oborožitev

- Strelno orožje: GSh-23L 23mm top.
- Nosilci za orožje: 4 s kapaciteto 4400 lb in zalogo orožja s kombinacijo:
  - Izstrelki: 2 protiladijski raketi Kh-23 (AS-7 Kerry), rakete zrak-zrak R-60 ali R-60M (AA-8 Aphid)
  - Bombe: Dve FAB-500 ali štiri FAB-250, lahko tudi dve zažigalne bombe ZB-500 ali dve jedrski RN-28
  - Drugo: zunanji rezerevoarji za gorivo